# 马兜铃酸
马兜铃酸（英語：Aristolochic acids，简称AAs）也被称为马兜铃总酸、增噬力酸或木通甲素，是一类具有強烈致癌性和肾毒性的硝基菲羧酸。这类有机化合物天然存在于诸如马兜铃属（Aristolochia）及细辛属（Asarum）等马兜铃科植物中，而这些植物曾广泛地被用作中草药。此外，依靠吸食这类植物生存的蝴蝶体内也有马兜铃酸。马兜铃酸Ⅰ是最常见的一种马兜铃酸类化合物，它可在几乎所有马兜铃属植物中发现，并常与马兜铃内酰胺（aristolactams）共存。
利用热二甲基甲酰胺水溶液中萃取获得的马兜铃酸为有光泽的褐色片状结晶，利用甲醇萃取获得的马兜铃酸则为橘黄色棒状结晶。马兜铃酸类化合物味微苦，可溶于乙醇、氯仿、乙醚、丙酮、冰醋酸、苯胺或碱液，微溶于水，几乎不溶于苯或二硫化碳，熔点介于281-286℃之间（约于286℃分解）。
自然界含有马兜铃酸的植物达600余种，涉及木通属、木香属、广防己属、千金藤属、青藤属、铁线莲属、蝙蝠葛属、细辛属等约70种中草药，在中国有40余种药材含马兜铃酸：马兜铃、关木通、天仙藤、青木香、广防己、汉中防己、细辛、追风藤、寻骨风、淮通、朱砂莲、三筒管、杜衡、管南香、南木香、藤香、背蛇生、假大薯、蝴蝶暗消、逼血雷、白金果榄、金耳环、乌金草等。一些药材由于形态与上述药材相似，而有可能在采集、物流环节被混用、搀杂含马兜铃酸的药材，应考虑慎用：木通、苦木通、紫木通、白木通、川木通、预知子、木防己、铁线莲、威灵仙、香防己、白英、白毛藤、大青木香等。

## 种类
各种马兜铃酸均具有着基本相同的结构。它们的种类则取决于结构上的三个取代基——可以是氢原子（即无取代）、羟基或甲氧基。其中最重要及最常见的一种是马兜铃酸Ⅰ（马兜铃酸A）。
| 马兜铃酸 | 马兜铃酸          | 马兜铃酸          | 马兜铃酸          | 马兜铃酸          | 马兜铃酸          | 马兜铃酸          | 马兜铃酸          |
| -------- | ----------------- | ----------------- | ----------------- | ----------------- | ----------------- | ----------------- | ----------------- |
| 名称     | 马兜铃酸Ⅰ         | 马兜铃酸Ⅰa        | 马兜铃酸Ⅱ         | 马兜铃酸Ⅲ         | 马兜铃酸Ⅳa        | 马兜铃酸Ⅳ         | 马兜铃酸E         |
| 别名     | 马兜铃酸A         |                   | 马兜铃酸B         | 马兜铃酸C         | 马兜铃酸D         |                   |                   |
| 结构式   |                   |                   |                   |                   |                   |                   |                   |
| R1       | –H                | –H                | –H                | –OH               | –OH               | –OCH3             | –H                |
| R2       | –H                | –H                | –H                | –H                | –H                | –H                | –OCH3             |
| R3       | –OCH3             | –OH               | –H                | –H                | –OCH3             | –OCH3             | –OH               |
| CAS号    | 313-67-7          | 38965-71-8        | 475-80-9          | 4849-90-5         | 17413-38-6        | 15918-62-4        | 107259-48-3       |
| PubChem  | kurz from PubChem | kurz from PubChem | kurz from PubChem | kurz from PubChem | kurz from PubChem | kurz from PubChem | kurz from PubChem |
| 分子式   | C17H11NO7         | C16H9NO7          | C16H9NO6          | C16H9NO7          | C17H11NO8         | C18H13NO8         | C17H11NO8         |
| 分子量   | 341,27 g·mol−1    | 327,25 g·mol−1    | 311,25 g·mol−1    | 327,25 g·mol−1    | 357,27 g·mol−1    | 371,30 g·mol−1    | 357,27 g·mol−1    |

## 毒性发现历史
马兜铃酸被认为是多瑙河地區性家族性腎病（DEFN）和类似的疾病——“中草药肾病”（Chinese herbs nephropathy）的致病原。其表现为肾脏进行性快速纤维化并伴随肾萎缩。现已证实，暴露于高马兜铃酸环境与尿路上皮癌变的高发病率相关。馬兜鈴酸的接觸也與肝癌有關。
马兜铃酸的致癌机制是与DNA形成加合物：马兜铃酸在体内经简单代谢过程，其胺离子将被硝基还原酶还原为环内酰胺离子（cyclic N-acylnitrenium ion），代谢产物的一部分被还原为马兜铃内酰胺，进入肾小管上皮细胞、蓄积于细胞质内发挥毒性作用，而另一部分则与DNA中嘌呤核苷酸的环外氨基共价结合形成特异性的AA-DNA加合物，进而使RAS基因和p53基因发生突变。有实验表明，在使用具有细胞毒性的马兜铃酸处理肾小管细胞后，DNA链断裂频率增加，细胞对DNA损伤的相应、DNA修复基因的调节、细胞凋亡以及细胞周期的调控都将出现显著变化，此外，诸如超氧化物歧化酶、谷胱甘肽还原酶和谷胱甘肽过氧化物酶等抗氧化酶的基因表达皆被下调。
1953年7月，Ganshirt H.首先报道从马兜铃科植物中分离出一种物质并作了定量分析，在报道中他把这种物质命名为“马兜铃酸”。是年8月，Ganshirt研究了马兜铃酸对细菌的作用，在这篇报道中他还阐述了对蚕豆(Vicia faba L.)的细胞分型此后，各国在临床上马兜铃酸用于：难治性、持续性化脓的早期抗感染，慢性炎症控制；肿瘤化疗（抑制癌细胞）；增强免疫细胞的吞噬作用，增强网状内皮系统的清除率，补偿免疫抑制剂造成的免疫力下降；促进妇科和产科术后病人伤口痊愈，防止血栓形成，降低产褥期感染；治疗儿童的下颌慢性炎症如扁桃体炎、部分伴颌淋巴炎等；治疗单纯疱疹；风湿病、关节炎和外科手术的补充治疗等。
1963年10月，G PETERS与P R HEDWALL发现马兜铃酸的肾毒性——损害肾脏的尿液浓缩功能。
1963年版《中国药典》同时收录了木通科木通属五叶木通、毛茛科铁线莲属川木通和马兜铃科马兜铃属关木通，但因药源短缺，以后各版药典将木通科木通属五叶木通，仅收录了川木通和关木通。
1964年常州市第一人民医院吴松寒医生在《江苏中医》上发表论文《木通所致急性肾功能衰竭二例报告》，首次报告了两例因服用大剂量关木通（含马兜铃酸）导致急性肾功能衰竭。
1966年，联邦德国以生产植物药为特色的马博士大药厂（Dr. Madaus & Co.）推出马兜铃酸制剂Tardolyt®（0.15 mg per tablet）作为免疫调节临床用药达25年。
上海市第一人民医院巫协宁1978年投稿的《增噬力酸在肿瘤和白血病中配合放疗化疗的应用》中提到“增噬力酸是我院药剂科从中药马兜铃科属青木香中提制的马兜铃化合物,与国外的Tardolyt®稍有不同,除含马兜铃酸Ⅰ外尚有马兜铃酸Ⅱ和Ⅲ。”“增噬力酸在每日0.9毫克服用6~8个月期间未见明显对肾脏的毒性,但治程在半年以上者应观测肾小管浓缩功能。文献报道误食马兜铃原植物中毒者肾小管呈萎缩性病变。”
1981年，联邦德国的一项毒理实验报道，研究人员按10mg/kg/d的剂量给18只大鼠口服马兜铃酸，持续3个月，然后停止给药继续观察4个月。在给药结束时，所有大鼠的胃都出现了恶性新生物；4个月观察期结束后，解剖发现所有大鼠体内都出现了肿瘤，而且是同时出现在不同器官上，包括胃、小肠、肝、肾、肺、皮肤等，提示马兜铃酸有强致癌性。这样的结果引起了联邦德国卫生部门（Federal Health Office）的警觉，遂于当年下令所有含马兜铃酸的药物退市，受影响的药厂近百家，涉及250余种药物。1983年Abel的研究指出：即便用是最传统的细胞遗传学方法，也足以及时发现马兜铃酸的危害。

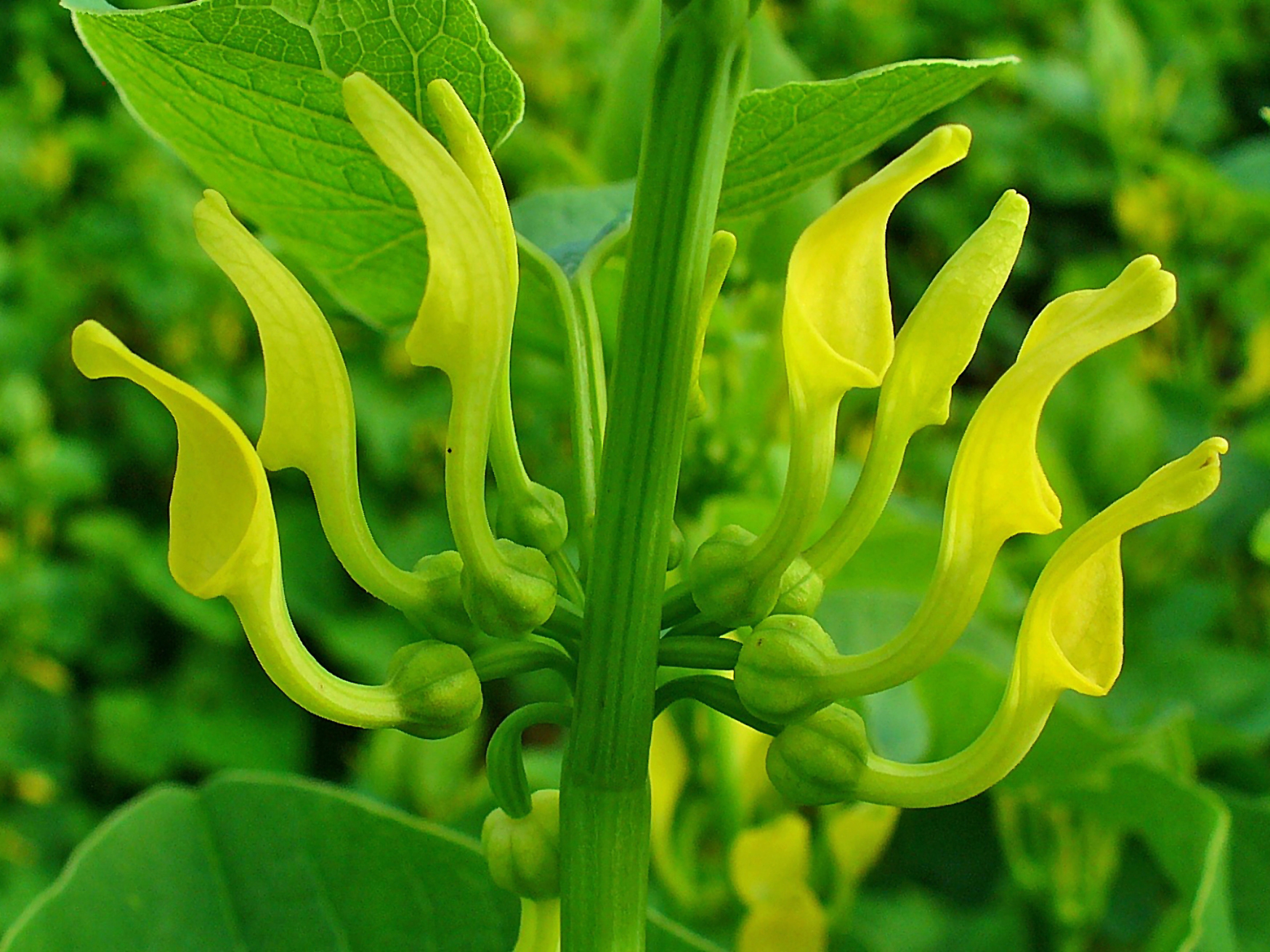
铁线莲状马兜铃与巴尔干肾病的形成有关

1993年，比利時發生婦女服用香港進口含防己和厚朴的減肥中藥，發生腎衰竭，105名女患者中有70个病人需要肾移植或透析治疗，引起醫學界注意。北京中日友好医院也在1999-2001年间共收治了近70例服用含马兜铃酸的中药制剂引起的急慢性肾功能衰竭患者。医学界称此类肾病为中草药肾病（英語：Chinese Herb Nephropathy，CHN），中草药肾病在一些资料中也称马兜铃酸肾病（英語：Aristolochic Acid Nephropathy, AAN）。此后，澳大利亚、德国、埃及、委内瑞拉、英国、日本等许多国家和地区相继出现相关报道。同时也有研究表明，马兜铃酸还可导致输尿管癌、肾盂癌、膀胱癌等，具有较强的致癌作用。
2000年版《中国药典》关木通品种下进行了使用限定，在注意项下注明“不可多用、久服；肾功能不全及孕妇忌服。”
2001年，中国多个部门和专家2次专题讨论关木通安全性问题。国家中医药管理局也将此列为重点课题予以立项资助进行研究，国家自然科学基金委也陆续投入了434万元资金用于资助19个与马兜铃酸相关的科研项目。
2001年4月，美国食品药品监督管理局（FDA）发布了一份消费者安全警报，用以提醒使用含有马兜铃酸的“传统药方”或膳食补充剂等植物提取物产品对健康造成的危害。该机构警示称使用含马兜铃酸的产品“可能导致永久性的肾损害，并可能引发需要通过透析或肾移植方能治疗的肾衰竭”。此外，FDA还提到某些病人因服用此类产品罹患癌症，尤其是发生在尿路的癌症。台灣衛生署要求加註警語，但未禁用相關藥材。
中國直到2002年，国家药品监督管理局发布的内部通知“药品不良反应信息通报”中才提及马兜铃酸，但并未禁止和通報，有關藥品繼續流通。
台灣自2003年因馬兜鈴酸事件，引發中西醫論戰。卫生署中医药委员会于11月正式禁用關木通、廣防己、青木香、天仙藤、馬兜鈴等五種含馬兜鈴酸中藥材，并注销含有马兜铃酸中药制剂的五十张药证，包括补肺阿胶散、治嗽散、运功散等。香港衛生署在2004年，宣布停止進口及銷售含有馬兜鈴酸的中藥材及製劑。
2003年，中國新华社系列报道了大量服用龙胆泻肝丸导致肾脏损害的病例，之後国家药监局发出正式通知，取消了关木通、青木香、广防己的用药标准，但是还有多种含马兜铃酸的药物依然在使用。
2004年4月1日国家食品药品监督管理局取消关木通的药用标准。2004年8月5日取消广防己的药用标准，取消青木香的药用标准。
《中国药典》2005年版不再收录关木通、广防己、青木香等含有马兜铃的中药方，收载马兜铃科植物3种，其中马兜铃属植物2种：北马兜铃（天仙藤）、马兜铃，细辛属植物一个：细辛。这3种植物均含马兜铃酸成分，其中天仙藤、马兜铃含量较高，国家食品药品监督管理局规定，凡含马兜铃、寻骨风、天仙藤、朱砂莲的中药制剂严格按处方药管理。对于其他含马兜铃酸生药的药用部位也进行了更改。如在2000年版以前的《中国药典》中细辛的药用部位均为“全草”，但后来考虑到细辛地上部分马兜铃酸含量较高，且古代中医一直仅使用根部，及《日本药局方》也仅用“根和根茎”，所以2005年起《中国药典》亦将药用部位修订为根和根茎。《中国药典》2010年版进一步规定，依照高效液相色谱法测定，按干燥品计算细辛中马兜铃酸Ⅰ的含量不得过0.001%。
因为马兜铃酸具有致突变性，国际癌症研究机构於2008年將利用马兜铃属植物制作的草药列为1类致癌物，并将马兜铃酸类物质的天然混合物列入2A类致癌物。

## 拓展阅读
- Aronson, J. K. . . Elsevier. 2008-09-23: 55. ISBN 978-0-444-53269-5 （英语）.
- Lai, M.-N.; Wang, S.-M.; Chen, P.-C.; Chen, Y.-Y.; Wang, J.-D. . JNCI Journal of the National Cancer Institute. 2010-02-03, 102 (3): 28. ISSN 0027-8874. PMC 2815723 . PMID 20026811. doi:10.1093/jnci/djp467 （英语）.
- Mills, Simon Y.; Bone, Kerry. . . Elsevier Health Sciences. 2004-12-23: 15. ISBN 978-0-443-07171-3 （英语）.
- Poon, Wing-Tat; Lai, Chi-Kong; Chan, Albert Yan-Wo. . Hong Kong Journal of Nephrology. 2007-04-01, 9 (1): 7-14. ISSN 1561-5413. doi:10.1016/S1561-5413(07)60003-9.

## 外部連結
- Complete list （页面存档备份，存于） of warnings from the US Food and Drug Administration
- FDA Concerned About Botanical Products, Including Dietary Supplements, Containing Aristolochic Acid （页面存档备份，存于） May 2000.
- 馬兜鈴酸I Aristolochic acid I （页面存档备份，存于） 中草藥化學圖像數據庫 (香港浸會大學中醫藥學院) （中文）（英文）
- 停止使用含有馬兜鈴酸的中藥材及其製劑 （页面存档备份，存于） 香港中醫藥管理委員會 2004-04-24
- 科学网—关于“马兜铃酸肾病” - 聂广的博文 （页面存档备份，存于）